# WISE Power 400 2022
La WISE Power 2022 è stata una gara del campionato NASCAR 2022 disputata il 27 febbraio 2022 presso l'Auto Club Speedway di Fontana. Disputata sulla lunghezza di 200 giri, è stata la 2ª gara del campionato NASCAR 2022, oltre che la 25ª edizione di tale evento.
La gara si è conclusa con la vittoria di Kyle Larson, pilota della Hendrick Motorsports, in un finale incerto fino alla conclusione, grazie anche ad una sua manovra controversa che ha spedito sul muro del circuito il suo compagno di squadra Chase Elliott a pochi giri dalla fine. Dopo la ripartenza della corsa, Larson è riuscito con successo a difendere la sua prima piazza, ottenendo in tal modo la sua 17ª vittoria in carriera in un campionato NASCAR, nonché la prima della stagione. Dietro Larson, a completamento del podio, si sono classificati Austin Dillon (Richard Childress Racing) ed Erik Jones (Petty GMS Motorsports).

## Il contesto
L'Auto Club Speedway (conosciuto precedentemente con il nome di California Speedway) è un circuito lungo 2 miglia (3,2 km) a forma di D che si trova a Fontana, in California e che ospita gare del campionato NASCAR dal 1997. Il circuito, che viene anche utilizzato per gare con macchine a sospensioni scoperte, è noto sia per la natura ostica dell'asfalto, molto abrasivo per le gomme, sia per la sua larghezza.
Dopo diversi incidenti avvenuti nelle sessioni di prove, la Goodyear e la NASCAR hanno concesso ad ogni macchina un treno di gomme in più rispetto al consentito dal regolamento (13 al posto di 12).

### Partecipanti
- R - pilota al 1º anno di partecipazione (rookie).
- i - pilota non in corsa per il campionato NASCAR 2022.

| N.                           | Pilota              | Squadra                  | Costruttore |
| ---------------------------- | ------------------- | ------------------------ | ----------- |
| 1                            | Ross Chastain       | Trackhouse Racing Team   | Chevrolet   |
| 2                            | Austin Cindric (R)  | Team Penske              | Ford        |
| 3                            | Austin Dillon       | Richard Childress Racing | Chevrolet   |
| 4                            | Kevin Harvick       | Stewart-Haas Racing      | Ford        |
| 5                            | Kyle Larson         | Hendrick Motorsports     | Chevrolet   |
| 6                            | Brad Keselowski     | RFK Racing               | Ford        |
| 7                            | Corey LaJoie        | Spire Motorsports        | Chevrolet   |
| 8                            | Tyler Reddick       | Richard Childress Racing | Chevrolet   |
| 9                            | Chase Elliott       | Hendrick Motorsports     | Chevrolet   |
| 10                           | Aric Almirola       | Stewart-Haas Racing      | Ford        |
| 11                           | Denny Hamlin        | Joe Gibbs Racing         | Toyota      |
| 12                           | Ryan Blaney         | Team Penske              | Ford        |
| 14                           | Chase Briscoe       | Stewart-Haas Racing      | Ford        |
| 15                           | Garrett Smithley    | Rick Ware Racing         | Ford        |
| 16                           | Daniel Hemric (i)   | Kaulig Racing            | Chevrolet   |
| 17                           | Chris Buescher      | RFK Racing               | Ford        |
| 18                           | Kyle Busch          | Joe Gibbs Racing         | Toyota      |
| 19                           | Martin Truex Jr.    | Joe Gibbs Racing         | Toyota      |
| 20                           | Christopher Bell    | Joe Gibbs Racing         | Toyota      |
| 21                           | Harrison Burton (R) | Wood Brothers Racing     | Ford        |
| 22                           | Joey Logano         | Team Penske              | Ford        |
| 23                           | Bubba Wallace       | 23XI Racing              | Toyota      |
| 24                           | William Byron       | Hendrick Motorsports     | Chevrolet   |
| 31                           | Justin Haley        | Kaulig Racing            | Chevrolet   |
| 34                           | Michael McDowell    | Front Row Motorsports    | Ford        |
| 38                           | Todd Gilliland (R)  | Front Row Motorsports    | Ford        |
| 41                           | Cole Custer         | Stewart-Haas Racing      | Ford        |
| 42                           | Ty Dillon           | Petty GMS Motorsports    | Chevrolet   |
| 43                           | Erik Jones          | Petty GMS Motorsports    | Chevrolet   |
| 45                           | Kurt Busch          | 23XI Racing              | Toyota      |
| 47                           | Ricky Stenhouse Jr. | JTG Daugherty Racing     | Chevrolet   |
| 48                           | Alex Bowman         | Hendrick Motorsports     | Chevrolet   |
| 51                           | Cody Ware           | Rick Ware Racing         | Ford        |
| 77                           | Josh Bilicki (i)    | Spire Motorsports        | Chevrolet   |
| 78                           | B.J. McLeod         | Live Fast Motorsports    | Ford        |
| 99                           | Daniel Suárez       | Trackhouse Racing Team   | Chevrolet   |
| Lista ufficiale partecipanti |                     |                          |             |

## Prove
Denny Hamlin è stato il pilota più veloce nella sessione di prove con il tempo di 41.519 secondi e una velocità media di 173.415 miglia orarie (279.084 km/h).
| Pos                          | N. | Pilota        | Squadra                  | Costruttore | Tempo (s) | Velocità (m/h) |
| ---------------------------- | -- | ------------- | ------------------------ | ----------- | --------- | -------------- |
| 1                            | 11 | Denny Hamlin  | Joe Gibbs Racing         | Toyota      | 41.519    | 173.415        |
| 2                            | 18 | Kyle Busch    | Joe Gibbs Racing         | Toyota      | 41.580    | 173.160        |
| 3                            | 8  | Tyler Reddick | Richard Childress Racing | Chevrolet   | 41.746    | 172.472        |
| Risultati ufficiali sessione |    |               |                          |             |           |                |

## Qualifiche
Austin Cindric ha ottenuto la pole position con il tempo di 41.226 secondi e con una velocità media di 174.647 miglia orarie (281,067 km/h).

### Risultati delle qualifiche
| Pos                            | N. | Pilota              | Squadra                  | Costruttore | Round 1 | Round 2 |
| ------------------------------ | -- | ------------------- | ------------------------ | ----------- | ------- | ------- |
| 1                              | 2  | Austin Cindric (R)  | Team Penske              | Ford        | 41.310  | 41.226  |
| 2                              | 43 | Erik Jones          | Petty GMS Motorsports    | Chevrolet   | 41.316  | 41.342  |
| 3                              | 18 | Kyle Busch          | Joe Gibbs Racing         | Toyota      | 41.628  | 41.437  |
| 4                              | 11 | Denny Hamlin        | Joe Gibbs Racing         | Toyota      | 41.566  | 41.529  |
| 5                              | 16 | Daniel Hemric (i)   | Kaulig Racing            | Chevrolet   | 41.405  | 41.585  |
| 6                              | 12 | Ryan Blaney         | Team Penske              | Ford        | 41.271  | 41.588  |
| 7                              | 22 | Joey Logano         | Team Penske              | Ford        | 41.358  | 42.197  |
| 8                              | 9  | Chase Elliott       | Hendrick Motorsports     | Chevrolet   | 41.177  | 0.000   |
| 9                              | 6  | Brad Keselowski     | RFK Racing               | Ford        | 41.403  | 0.000   |
| 10                             | 24 | William Byron       | Hendrick Motorsports     | Chevrolet   | 41.478  | 0.000   |
| 11                             | 8  | Tyler Reddick       | Richard Childress Racing | Chevrolet   | 41.516  | —       |
| 12                             | 19 | Martin Truex Jr.    | Joe Gibbs Racing         | Toyota      | 41.517  | —       |
| 13                             | 5  | Kyle Larson         | Hendrick Motorsports     | Chevrolet   | 41.594  | —       |
| 14                             | 48 | Alex Bowman         | Hendrick Motorsports     | Chevrolet   | 41.634  | —       |
| 15                             | 99 | Daniel Suárez       | Trackhouse Racing Team   | Chevrolet   | 41.636  | —       |
| 16                             | 3  | Austin Dillon       | Richard Childress Racing | Chevrolet   | 41.678  | —       |
| 17                             | 47 | Ricky Stenhouse Jr. | JTG Daugherty Racing     | Chevrolet   | 41.688  | —       |
| 18                             | 42 | Ty Dillon           | Petty GMS Motorsports    | Chevrolet   | 41.777  | —       |
| 19                             | 20 | Christopher Bell    | Joe Gibbs Racing         | Toyota      | 41.888  | —       |
| 20                             | 17 | Chris Buescher      | RFK Racing               | Ford        | 41.888  | —       |
| 21                             | 41 | Cole Custer         | Stewart-Haas Racing      | Ford        | 41.940  | —       |
| 22                             | 21 | Harrison Burton (R) | Wood Brothers Racing     | Ford        | 41.989  | —       |
| 23                             | 34 | Michael McDowell    | Front Row Motorsports    | Ford        | 42.056  | —       |
| 24                             | 14 | Chase Briscoe       | Stewart-Haas Racing      | Ford        | 42.140  | —       |
| 25                             | 7  | Corey LaJoie        | Spire Motorsports        | Chevrolet   | 42.188  | —       |
| 26                             | 38 | Todd Gilliland (R)  | Front Row Motorsports    | Ford        | 42.505  | —       |
| 27                             | 51 | Cody Ware           | Rick Ware Racing         | Ford        | 42.634  | —       |
| 28                             | 77 | Josh Bilicki (i)    | Spire Motorsports        | Chevrolet   | 42.957  | —       |
| 29                             | 15 | Garrett Smithley    | Rick Ware Racing         | Ford        | 43.953  | —       |
| 30                             | 78 | B.J. McLeod         | Live Fast Motorsports    | Ford        | 44.103  | —       |
| 31                             | 10 | Aric Almirola       | Stewart-Haas Racing      | Ford        | 0.000   | —       |
| 32                             | 4  | Kevin Harvick       | Stewart-Haas Racing      | Ford        | 0.000   | —       |
| 33                             | 1  | Ross Chastain       | Trackhouse Racing Team   | Chevrolet   | 0.000   | —       |
| 34                             | 23 | Bubba Wallace       | 23XI Racing              | Toyota      | 0.000   | —       |
| 35                             | 31 | Justin Haley        | Kaulig Racing            | Chevrolet   | 0.000   | —       |
| 36                             | 45 | Kurt Busch          | 23XI Racing              | Toyota      | 0.000   | —       |
| Risultati ufficiali qualifiche |    |                     |                          |             |         |         |

## Gara

### Risultati

#### Stage1
65 giri
| Pos                      | N  | Pilota              | Squadra                  | Costruttore | Punti |
| ------------------------ | -- | ------------------- | ------------------------ | ----------- | ----- |
| 1                        | 8  | Tyler Reddick       | Richard Childress Racing | Chevrolet   | 10    |
| 2                        | 43 | Erik Jones          | Petty GMS Motorsports    | Chevrolet   | 9     |
| 3                        | 24 | William Byron       | Hendrick Motorsports     | Chevrolet   | 8     |
| 4                        | 14 | Chase Briscoe       | Stewart-Haas Racing      | Ford        | 7     |
| 5                        | 5  | Kyle Larson         | Hendrick Motorsports     | Chevrolet   | 6     |
| 6                        | 48 | Alex Bowman         | Hendrick Motorsports     | Chevrolet   | 5     |
| 7                        | 22 | Joey Logano         | Team Penske              | Ford        | 4     |
| 8                        | 12 | Ryan Blaney         | Team Penske              | Ford        | 3     |
| 9                        | 2  | Austin Cindric (R)  | Team Penske              | Ford        | 2     |
| 10                       | 47 | Ricky Stenhouse Jr. | JTG Daugherty Racing     | Chevrolet   | 1     |
| Risultati ufficiali gara |    |                     |                          |             |       |

#### Stage2
65 giri
| Pos                      | N  | Pilota             | Squadra                  | Costruttore | Punti |
| ------------------------ | -- | ------------------ | ------------------------ | ----------- | ----- |
| 1                        | 8  | Tyler Reddick      | Richard Childress Racing | Chevrolet   | 10    |
| 2                        | 43 | Erik Jones         | Petty GMS Motorsports    | Chevrolet   | 9     |
| 3                        | 22 | Joey Logano        | Team Penske              | Ford        | 8     |
| 4                        | 12 | Ryan Blaney        | Team Penske              | Ford        | 7     |
| 5                        | 5  | Kyle Larson        | Hendrick Motorsports     | Chevrolet   | 6     |
| 6                        | 41 | Cole Custer        | Stewart-Haas Racing      | Ford        | 5     |
| 7                        | 2  | Austin Cindric (R) | Team Penske              | Ford        | 4     |
| 8                        | 10 | Aric Almirola      | Stewart-Haas Racing      | Ford        | 3     |
| 9                        | 24 | William Byron      | Hendrick Motorsports     | Chevrolet   | 2     |
| 10                       | 11 | Denny Hamlin       | Joe Gibbs Racing         | Toyota      | 1     |
| Risultati ufficiali gara |    |                    |                          |             |       |

#### Final Stage
70 giri
| Pos                      | N  | Pilota | Squadra             | Costruttore              | Giri      | Punti |    |
| ------------------------ | -- | ------ | ------------------- | ------------------------ | --------- | ----- | -- |
| 1                        | 13 | 5      | Kyle Larson         | Hendrick Motorsports     | Chevrolet | 200   | 52 |
| 2                        | 16 | 3      | Austin Dillon       | Richard Childress Racing | Chevrolet | 200   | 35 |
| 3                        | 2  | 43     | Erik Jones          | Petty GMS Motorsports    | Chevrolet | 200   | 52 |
| 4                        | 15 | 99     | Daniel Suárez       | Trackhouse Racing Team   | Chevrolet | 200   | 33 |
| 5                        | 7  | 22     | Joey Logano         | Team Penske              | Ford      | 200   | 44 |
| 6                        | 31 | 10     | Aric Almirola       | Stewart-Haas Racing      | Ford      | 200   | 34 |
| 7                        | 32 | 4      | Kevin Harvick       | Stewart-Haas Racing      | Ford      | 200   | 30 |
| 8                        | 36 | 45     | Kurt Busch          | 23XI Racing              | Toyota    | 200   | 29 |
| 9                        | 5  | 16     | Daniel Hemric (i)   | Kaulig Racing            | Chevrolet | 200   | 0  |
| 10                       | 17 | 47     | Ricky Stenhouse Jr. | JTG Daugherty Racing     | Chevrolet | 200   | 28 |
| 11                       | 21 | 41     | Cole Custer         | Stewart-Haas Racing      | Ford      | 200   | 31 |
| 12                       | 1  | 2      | Austin Cindric (R)  | Team Penske              | Ford      | 200   | 31 |
| 13                       | 12 | 19     | Martin Truex Jr.    | Joe Gibbs Racing         | Toyota    | 200   | 24 |
| 14                       | 3  | 18     | Kyle Busch          | Joe Gibbs Racing         | Toyota    | 200   | 23 |
| 15                       | 4  | 11     | Denny Hamlin        | Joe Gibbs Racing         | Toyota    | 200   | 23 |
| 16                       | 24 | 14     | Chase Briscoe       | Stewart-Haas Racing      | Ford      | 200   | 28 |
| 17                       | 18 | 42     | Ty Dillon           | Petty GMS Motorsports    | Chevrolet | 200   | 20 |
| 18                       | 6  | 12     | Ryan Blaney         | Team Penske              | Ford      | 200   | 29 |
| 19                       | 34 | 23     | Bubba Wallace       | 23XI Racing              | Toyota    | 200   | 18 |
| 20                       | 26 | 38     | Todd Gilliland (R)  | Front Row Motorsports    | Ford      | 200   | 17 |
| 21                       | 29 | 15     | Garrett Smithley    | Rick Ware Racing         | Ford      | 200   | 16 |
| 22                       | 30 | 78     | B. J. McLeod        | Live Fast Motorsports    | Ford      | 200   | 15 |
| 23                       | 35 | 31     | Justin Haley        | Kaulig Racing            | Chevrolet | 200   | 14 |
| 24                       | 11 | 8      | Tyler Reddick       | Richard Childress Racing | Chevrolet | 199   | 33 |
| 25                       | 14 | 48     | Alex Bowman         | Hendrick Motorsports     | Chevrolet | 199   | 17 |
| 26                       | 8  | 9      | Chase Elliott       | Hendrick Motorsports     | Chevrolet | 198   | 11 |
| 27                       | 9  | 6      | Brad Keselowski     | RFK Racing               | Ford      | 198   | 10 |
| 28                       | 25 | 7      | Corey LaJoie        | Spire Motorsports        | Chevrolet | 198   | 9  |
| 29                       | 33 | 1      | Ross Chastain       | Trackhouse Racing Team   | Chevrolet | 198   | 8  |
| 30                       | 28 | 77     | Josh Bilicki (i)    | Spire Motorsports        | Chevrolet | 198   | 7  |
| 31                       | 23 | 34     | Michael McDowell    | Front Row Motorsports    | Ford      | 193   | 6  |
| 32                       | 27 | 51     | Cody Ware           | Rick Ware Racing         | Ford      | 187   | 5  |
| 33                       | 22 | 21     | Harrison Burton (R) | Wood Brothers Racing     | Ford      | 157   | 4  |
| 34                       | 10 | 24     | William Byron       | Hendrick Motorsports     | Chevrolet | 151   | 13 |
| 35                       | 20 | 17     | Chris Buescher      | RFK Racing               | Ford      | 111   | 2  |
| 36                       | 19 | 20     | Christopher Bell    | Joe Gibbs Racing         | Toyota    | 94    | 1  |
| Risultati ufficiali gara |    |        |                     |                          |           |       |    |

### Statistiche della gara
- Cambiamenti 1ª posizione: 32, con 9 piloti diversi
- Cautions/Giri: 12 caution per 59 giri
- Bandiere rosse: 0
- Tempo di gara: 3 ore, 3 minuti e 7 secondi
- Velocità media: 114.222 miglia orarie (183.822 km/h)

### Cronologia gara
| Giro | Evento |
| ---- | --- |
| -    | Chastain (utilizzo del muletto), Harvick (modifiche in parco chiuso), Keselowski (modifiche in parco chiuso), Logano (modifiche in parco chiuso), Wallace (modifiche in parco chiuso), Haley (modifiche in parco chiuso - cambio radiatore dell'olio), Larson (modifiche in parco chiuso - problema elettrico) partono in fondo allo schieramento. |
| -    | La Goodyear ha deciso di fornire ad ogni squadra un set di gomme in più del previsto, quindi 13 in totale. La stessa casa di produzione delle gomme ha imposto anche una caution obbligatoria al giro 20 |
| 1    | Alla partenza della gara, Cindric scatta bene e mantiene la prima posizione in corsia esterna. Al suo interno Erik Jones taglia la curva 2 e conquista la testa della corsa. |
| 2    | Comincia il grande recupero di Tyler Reddick: dalla partenza al 24º posto, è già in top 3 con il sorpasso su Hamlin. |
| 10   | Tyler Reddick è ormai incollato a Erik Jones e si prepara al sorpasso. |
| 11   | Reddick dall'esterno supera Jones e conquista la prima posizione. Dietro i due battistrada Blaney è piuttosto staccato, inseguito da Elliott. |
| 15   | Kyle Busch va in testacoda in curva 2 e perde il controllo della sua Toyota, che però non si schianta da nessuna parte e non subisce alcun danno. Viene chiamata la prima caution della gara. Con 5 giri di anticipo, questa bandiera gialla si trasforma nella caution obbligatoria prevista al giro 20, quindi tutti hanno la possibilità di andare ai box per fare rifornimento. |
| 16   | Dopo la tornata di pit-stop, Tyler Reddick si trova ancora al comando della gara. Durante il cambio gomme, i meccanici di Blaney perdono momentaneamente il dado di bloccaggio della ruota, e il pilota precipita al 16º posto. Tutti i 36 piloti in gara sono a pieni giri. |
| 20   | Con la bandiera verde Reddick sceglie la corsia esterna e mantiene la sua prima posizione, grazie anche alla spinta poderosa di Elliott alle sue spalle. In corsia interna ci sono Erik Jones e Byron. Dalle retrovie si fa vedere Stenhouse. |
| 23   | Chase Elliott supera Tyler Reddick e si prende la prima posizione in curva 1. |
| 33   | In pieno controllo della gara, Chase Elliott si allarga troppo in curva 4 e striscia la sua auto lungo il muro. Elliott si accorge subito che si è rotto qualcosa (è il tirante della convergenza delle gomme) e perde immediatamente terreno. |
| 35   | Reddick recupera su Elliott e lo supera, riconquistando in tal modo la testa della corsa. Elliott precipita al 4º posto. Davanti a lui ci sono Byron (3°) e Jones (2°). |
| 36   | Kyle Busch è costretto a tornare ai box a causa del surriscaldamento del suo motore. I meccanici rabboccano il radiatore con dell'acqua fredda. |
| 38   | Chase Elliott, che nel frattempo è sceso al 6º posto, va in testacoda. La sua auto non va a sbattere contro nessuno, ma i danno sul lato destro dell'auto causati dallo scontro sul muro precedente si fanno sentire. I commissari chiamano la seconda caution della gara. |
| 39   | Il degrado evidente delle gomme costringe tutti i piloti a tornare ai box. Reddick mantiene il comando dopo il pit-stop, ma comunica via radio ai suoi di avere un problema alla gamba sinistra, dovuto probabilmente ad aver stretto troppo le cinture di sicurezza. Christopher Bell, come Kyle Busch, ha problemi di surriscaldamento del motore, mentre Hemric deve far sistemare ai suoi meccanici un problema al cambio. Austin Dillon, uscito troppo velocemente dai box, viene penalizzato per eccesso di velocità in pit-lane. Dopo la sosta, dietro al battistrada Reddick, ci sono Erik Jones, Austin Cindric (che ha guadagnato 7 posizioni), Byron, Stenhouse, Hamlin, Truex, Bowman, Logano e Blaney. |
| 43   | Con la bandiera verde, Tyler Reddick scatta dall'esterno e conserva il 1º posto. Al suo interno, Erik Jones è 2°. Dietro i due battistrada c'è William Byron. |
| 45   | Stenhouse scavalca sia Jones che Byron e si posiziona al 2º posto. |
| 53   | Josh Bilicki fora e perde il controllo della sua Chevrolet in curva 2, rimanendo con la sua auto bloccato nell'erba all'interno del tracciato. Bilicki viene spinto dai commissari per farlo tornare ai box e ripartire. È inevitabile la 3ª caution della gara. |
| 54   | Dai box esce ancora in 1ª posizione Tyler Reddick, con dietro Eric Jones, Byron, Kurt Busch, Briscoe e Stenhouse. Harvick non riesce ad entrare prontamente ai box e si trova fuori dalla top20. Bubba Wallace deve tornare una seconda volta ai box per nuove modifiche. Kurt Busch viene penalizzato per eccesso di velocità in pit-lane. Blaney ha nuovamente dei problemi al pit-stop e da 3° si ritrova in 16ª posizione. |
| 58   | La gara riparte con 8 giri per completare la Stage 1. Reddick è in corsia esterna e parte davanti a tutti mantenendo la prima posizione facilmente. Anche Eric Jones, all'interno, mantiene la sua 2ª piazza. |
| 65   | Reddick vince agevolmente la Stage 1, lasciandosi alle spalle Eric Jones e William Byron. |
| 68   | Nuova sosta ai box. Reddick, nonostante continui ad avere problemi alla gamba sinistra (gli viene passata una pasticca di ibuprofene dal finestrino), si conferma leader della corsa. Briscoe recupera e si piazza al 2º posto, inseguito da Byron, Larson e Bowman. Gilliland, uscendo dai box, perde la ruota anteriore destra. Sul tracciato si alza il vento, con conseguenti problemi di tenuta delle auto per la polvere presente sul tracciato. |
| 74   | In questa restart Reddick non parte bene. Larson, che è dietro Briscoe all'interno, spinge quest'ultimo molto forte. In curva 3, dopo che Briscoe si è portato al comando, lo stesso Larson lo brucia all'interno e passa lui in testa. |
| 75   | La manovra di Larson non paga e Briscoe si riprende il comando della gara. Si crea un gruppetto di testa, composto da Briscoe, Larson, Reddick e Byron. Logano, Bowman e Blaney guidano il gruppo degli inseguitori. |
| 86   | Kyle Busch (già nelle ultime posizioni, a -4 giri dal leader) buca la ruota posteriore sinistra ma riesce a controllare la sua Toyota portandola ai box. La gara prosegue senza problemi. |
| 91   | Mentre Hamlin si sta dirigendo ai box a causa del motore surriscaldato, Christopher Bell buca la sua gomma anteriore destra e va in testacoda in curva 4, venendo quindi immediatamente chiamata la 5ª caution della gara. Hamlin non può dunque fermarsi ed è costretto ad attendere l'apertura dei box per tutti prevista dal regolamento in caso di regime di bandiera gialla. |
| 92   | I box vengono aperti e torna in testa Tyler Reddick davanti a Chase Briscoe. Cindric guadagna tre posizioni e si ritrova 5º. Hamlin rimane più a lungo ai box per raffreddare il motore della sua Toyota. Stesso identico problema per Kurt Busch. Solo la Toyota di Bubba Wallace non ha riscontrato problemi di surriscaldamento del motore, ma la sua sosta è prolungata per problemi di comunicazione dei meccanici. |
| 97   | La restart arriva a -33 giri dalla conclusione della Stage 2. Reddick conserva all'esterno il comando della gara. In 2ª posizione, dietro Reddick all'esterno, si mette Briscoe con Byron che lo insegue. Dietro di loro, i piloti si sparpagliano per tutta la larghezza della pista a caccia della testa della corsa. Erik Jones guadagna ben quattro posizioni ed ora è 5°. Christopher Bell si ritira. |
| 100  | Byron attacca dall'interno Reddick e conquista il comando della gara. In 3ª posizione c'è Larson, poi Logano e Briscoe. Elliott, partito dalle retrovie, è rientrato in top20. |
| 111  | Chris Buscher fora con la sua Ford la ruota posta destra e va in testacoda ritrovandosi contromano addossato al muro esterno. Viene chiamata la 6ª caution della gara. |
| 112  | Viene riaperta la pit-lane e tutti rientrano. Byron precipita in 17ª posizione, dato che uno dei meccanici non riesce a svitare il dado dell'anteriore sinistra con l'avvitatore automatico. Anche la Toyota di Wallace ha problemi di surriscaldamento e i meccanici devono aprire il cofano per raffreddarla. |
| 116  | La gara riparte con la bandiera verde. Reddick, all'esterno, e Jones, all'interno, sono appaiati in prima fila. Dietro i due c'è Larson dietro Reddick all'esterno. A sorpresa il rookie Custer si ritrova in 4ª posizione davanti a Brad Keselowski. Alla ripartenza Jones sorpassa Reddick passandogli davanti in curva 2. Ma in curva 4 Keselowski va in sovrasterzo e perde il controllo dell'auto, venendo comunque evitato da tutti. Viene chiamata nuovamente la caution, la 7ª della gara. |
| 122  | Si riparte con le stesse posizioni della precedente restart (Reddick aveva riconquistato la 1ª posizione a Erik Jones poco prima del testacoda di Keselowski) e il risultato è lo stesso: in curva 2 Jones passa nuovamente in testa su Reddick. |
| 123  | Reddick riprende il comando su Jones all'interno e lo distanzia. |
| 130  | Tyler Reddick replica il successo nella Stage 1 vincendo anche la Stage 2. Dietro lui si piazza Erik Jones, poi Logano, Blaney, Larson, Custer, Cindric, Almirola, Byron e Hamlin. Bilicki ottiene il suo 3º lucky dog e torna a pieni giri. |
| 133  | La pit-lane viene riaperta e tutti rientrano ai box. All'uscita dalla sosta Reddick conserva il comando. |
| 134  | Chase Briscoe deve ritornare ai box per stringere il bullone della ruota. |
| 137  | Alla bandiera verde, Reddick conserva la 1ª posizione facilmente su Jones. Ma in curva 4 Almirola, in 6ª posizione, perde il controllo della sua auto riuscendo subito ad entrare in pit-lane per evitare le altre auto. Le sue ruote sono da cambiare ma non può subito effettuare la sosta, dovendo aspettare il prossimo giro. La bandiera verde rimane e la gara continua. |
| 147  | Mentre Tyler Reddick ed Erik Jones provano a scappare, Bilicki fora la sua ruota posteriore destra, ma riesce ad andare autonomamente ai box. La gara continua senza che venga chiamata la bandiera gialla. |
| 152  | All'ingresso di curva 2 il battistrada Tyler Reddick fora improvvisamente la ruota anteriore destra e deve tornare ai box. Erik Jones lo passa senza problemi e diventa leader della gara. Ma, mentre Reddick taglia la pista verso l'interno, quest'ultimo viene colpito da William Byron sul fianco. Reddick riesce a tornare ai box ma perde 2 giri dai battistrada; Byron si deve ritirare. Viene chiamata l'8ª caution della gara. |
| 153  | Viene subito riaperta la pit-lane e tutti rientrano ai box. Erik Jones si conferma leader della gara, inseguito da Alex Bowman. Seguono Logano, Larson, Custer, Stenhouse e Elliott (che torna in top10). |
| 157  | Arriva la restart della gara con la bandiera verde ed Erik Jones sceglie la corsia esterna, mentre Bowman è all'interno. Questa volta è la corsia interna ad essere favorevole, con Erik Jones che parte male e Logano che conquista la 1ª piazza. |
| 158  | Bubba Wallace (per la prima volta in top10 dall'inizio della corsa) tocca il posteriore di Brad Keselowski, che perde il controllo della sua Ford e nell'incidente coinvolge Burton. Keselowski deve far trainare la sua macchina ai box, mentre Burton si ritira dalla gara. Viene dichiarata la 10ª caution della gara. |
| 161  | Nonostante siano passati pochi giri dal precedente pit-stop, alcuni piloti decidono di ritornare ai box per un cambio gomme. Tra questi Custer, che entra piuttosto bruscamente in pit-lane. Keselowski riparte dai box con 3 giri di ritardo. |
| 166  | Si riparte con Logano davanti a tutti (che però comunica alla sua squadra problemi alla frizione), seguito da Larson, Erik Jones, Elliott, Bowman, Suárez e Chastain. Alla restart Logano chiude la porta Larson in corsia interna. Nella manovra, però, Logano perde velocità e Larson riconquista la 1ª posizione in curva 4. |
| 168  | Blaney completa la sua rimonta superando Logano e Larson e quindi mettendosi al comando della gara. Per la prima volta in gara Harvick è in top10. |
| 170  | Blaney non riesce a tenere dietro Larson, che lo supera riconquistando il comando della gara. |
| 172  | Mentre è in 6ª posizione, Chastain va in testacoda dopo una foratura e si blocca in curva 4. Viene chiamata l'11ª caution della gara. |
| 175  | Chase Briscoe decide di rimanere in pista, mentre tutti gli altri vanno ai box per un cambio gomme. Blaney ha nuovamente problemi ai box. Chase Elliott completa la sua rimonta piazzandosi 2º dopo la tornata ai box, seguito da Bowman, Larson e Logano. |
| 179  | Briscoe sceglie la corsia esterna, Elliott quella interna. Alla restart Kyle Larson spinge Briscoe e si sposta all'interno per conquistare la 1ª posizione. Mentre Alex Bowman colpisce il muretto esterno mentre è 4° (e rimane in vigore la bandiera verde), Briscoe precipita in 11ª posizione. |
| 180  | Sul rettilineo Larson affianca all'interno Larson, mentre Elliott è 3°. Quest'ultimo, però, si approfitta della scia creata da Larson e si fionda all'esterno. Per evitare di essere scavalcato, Larson si sposta a destra e spinge Elliott sul muro. Elliott rompe nuovamente il tirante della convergenza, mentre Larson e Logano continuano, inseguiti al 3º posto da Dillon. |
| 186  | Suárez tocca il muro e viene superato da Blaney. |
| 189  | Larson, che ha più di 2 secondi di vantaggio su Logano, è in procinto di superare Elliott come doppiato dopo l'incontro ravvicinato di qualche giro precedente. Elliott sembra non voler farsi superare ma Larson lo sorpassa passando all'interno sul rettilineo. |
| 192  | Elliott non riesce a tenere il controllo della sua auto e va in testacoda. La fuga di Larson è quindi inutile dato che viene chiamata la 12ª caution della gara. |
| 193  | La pit-lane viene aperta e tutti si fiondano ai box per l'ultimo cambio gomme. Larson conserva la sua prima posizione, ma dietro ora c'è Suárez (che era 7°), poi Logano, Austin Dillon, Erik Jones, Stenhouse, Harvick, Hamlin, Almirola e Blaney. |
| 196  | Ai -4 dalla fine, sventola la bandiera verde della restart. Larson ha scelto l'esterno, mentre Suárez l'interno. I due rimangono appaiati, mentre Logano dall'esterno taglia all'interno per superare i due battistrada in curva 4. |
| 197  | La mossa di Logano non paga, mentre Erik Jones da dietro spinge forte sul posteriore di Suárez e il messicano si catapulta al comando della gara. In curva 3 Suárez sceglie la corsia interna, mentre Larson battezza l'esterno a filo del muro ed è nettamente più veloce, conquistando così nuovamente la 1ª posizione. |
| 198  | La scelta interna di Suárez continua a non pagare: anche Austin Dillon ed Erik Jones lo superano. |
| 199  | Justin Haley va in testacoda, la sua auto si invola sull'erba all'interno del tracciato e va a sbattere contro il muro interno a protezione della pit-lane. La bandiera rimane verde. |
| 200  | Kyle Larson vince la WISE Power 400. Dietro di lui si piazza Austin Dillon, poi Erik Jones. |

## Classifica dopo la gara

### Classifica piloti
| Pos | Pilota              | Punti |
| --- | ------------------- | ----- |
| 1   | Austin Cindric      | 85    |
| 2   | Joey Logano         | 77    |
| 3   | Martin Truex Jr.    | 73    |
| 4   | Ryan Blaney         | 70    |
| 5   | Chase Briscoe       | 69    |
| 6   | Erik Jones          | 68    |
| 7   | Aric Almirola       | 66    |
| 8   | Kyle Larson         | 65    |
| 9   | Bubba Wallace       | 65    |
| 10  | Brad Keselowski     | 64    |
| 11  | Kyle Busch          | 61    |
| 12  | Kurt Busch          | 53    |
| 13  | Ricky Stenhouse Jr. | 53    |
| 14  | Austin Dillon       | 52    |
| 15  | Daniel Suárez       | 52    |
| 16  | Cole Custer         | 48    |

### Classifica costruttori
| Pos | Pilota    | Punti |
| --- | --------- | ----- |
| 1   | Ford      | 72    |
| 2   | Chevrolet | 67    |
| 3   | Toyota    | 64    |